# 哈羅 (倫敦)
哈羅（英語： /ˈhæroʊ/）是倫敦哈羅區的一個大鎮，位於倫敦西北郊，在查令十字西北10.5英里（16.9）處。這一地區有大量的喬治亞時代的保護建築，也是哈羅區的行政中心。2011年英國人口普查時有 33,928人。哈羅（Harrow）一名在古英語中意思是“異教徒的神廟”，這座神廟的位置大概和現在的聖瑪麗教堂（St. Mary's Church）一致。
哈羅是地區內的文化中心，威斯敏斯特大學分校區和哈羅公學、哈羅高中都位於此地。當地經濟上主要依靠皇家國立整形外科醫院和總部位於當地的立博公司。

## 外部連結
- Harrow Times newspaper（页面存档备份，存于）
- Harrow Council Homepage（页面存档备份，存于）
- Harrow Local Community News and Information